# Vorstendom Beljov
Het vorstendom Beljov (Russisch: Белёвское княжество; Beljovskoje knjazjestvo) was een Russisch feodaal vorstendom aan de bovenloop van de Oka en een van de Boven-Okavorstendommen. 
Het ontstond rond de eeuwwisseling van de 14e op de 15e eeuw als een van de drie opvolgstaten van het vorstendom Novosil (de andere twee waren Odojev en Vorotynsk). In 1407 kwam het onder de heerschappij van het grootvorstendom Litouwen. Tijdens de Tweede Russisch-Litouwse Oorlog, die uitgevochten werd tussen 1487 en 1494 om de Boven-Okavorstendommen tussen het grootvorstendom en Moskou, liep Beljov in 1490 over naar de laatste. Moskovië won de oorlog en in 1494 werd de Litouwse vorst Casimir I gedwongen om zijn aanspraken op alle Boven-Okavorstendommen op te geven, waarbij deze onderdeel werden van Moskovië. In 1558 werd de laatste vorst van Beljov verbannen naar Vologda, wat wordt gezien als het formele einde van het vorstendom.